# نمس خرطومي
النمس الخرطومي (الاسم العلمي Herpestes brachyurus hosei)، هو نويع فرعي من نمس قصير الذيل. ولكن في بعض الأحيان يعتبر نوعًا منفصلًا،Herpestes hosei.